# Terra de naufragis
Terra de naufragis és un llibre de poemes publicat el 1956 per Pere Quart, pseudònim poètic de Joan Oliver i Sallarès. Va ser el primer llibre de poesia publicat per l'autor després del seu retorn de l'exili al qual es va veure empès arran de la Guerra Civil Espanyola. Aquesta obra, juntament amb Saló de tardor, un poemari publicat el 1947, durant el seu exili a Xile, representa un gir introspectiu dins de la seva creació. Ambdós llibres, considerats la part central de la seva producció, conformen la que sol considerar-se com la seva segona etapa poètica, més lírica, intimista i propera a la poesia simbolista que la primera. L'obra va guanyar el Premi Óssa Menor (percussor de l'actual Premi Carles Riba de poesia) el 1955.

## El llibre
Tal com recull Helena Mesalles a l'epíleg de l'Obra Poètica de les obres completes de Joan Oliver, publicades per Edicions Proa el 1999, aquest recull probablement és el més desolat de tota la seva producció. Originalment fou editat per Josep Pedreira dins de la col·lecció de poesia catalana Els Llibres de l'Óssa Menor, que va constituir una veritable tribuna per a donar a conèixer els poetes de la generació de 1951 i més joves. El to fosc i sinistre de l'obra està fortament influït pels fets que li ocorregueren a l'autor poc després del seu retorn a Catalunya el 1948. Així mateix ho admet Oliver en una entrevista amb Pere Calders on afirma que la situació del país al seu retorn li va causar una impressió terrible. Veia la Catalunya que havia deixat com una terra de naufragis, malferida, en un estat lamentable i amb molt poques esperances de recuperació.
A la seva tornada, les autoritats franquistes li van retirar el passaport i el van empresonar uns dies a la Presó Model d'on va sortir-ne gràcies a la intervenció d'un parent llunyà: Josep Maria Marcet i Coll, alcalde franquista de Sabadell. Després, Joan Oliver va haver d'afrontar la ruïna del patrimoni familiar, malbaratat durant la seva estada a Xile, així com diverses pèrdues familiars importants que el van deixar molt tocat: la mort de la seva mare i, sobretot, la de la seva primera dona, Conxita Riera. L'autor va viure uns mesos amargs mentre sobrevivia treballant en la impremta familiar i fent traduccions; aquests fets, juntament amb el buit que li van fer en determinats medis literaris del país, van marcar la seva creació posterior.

## Estructura
El llibre té dues parts clarament diferenciades. La primera, titulada Cinc Nadales, una per a cada any des del seu retorn de l'exili fins a la publicació del llibre, de 1948 a 1952, és una reelaboració culta de la tradició i el mite de Nadal on hi conviuen una visió crítica i irònica del folklore popular amb un fil d'esperança pel futur. La segona part, que dona títol al poemari, parteix del jo i de la condició humana en general i és on es fa més palesa la crisi de la dignitat col·lectiva, i també personal, de la postguerra i on es fa evident la identificació de la Catalunya de la postguerra amb aquesta «terra de naufragis». En aquesta segona part és on apareixen la majoria de motius que simbolitzen aquest món en crisi, amb poemes com "Naufragi", "Infern de polígam", "Les cendres" o "Agonia", però també on s'exposa la vida anodina i sense sentit de la postguerra a través d'alguns personatges quotidians en poemes com "En un taller de pintor", "Interior", "La parella" o "La infermera".
Una de les figures essencials d'aquesta segona part és la de Noè, que l'autor identifica amb la humanitat i la pàtria naufragades, sotmeses a tota mena de desgràcies i que clamen una mica de misericòrdia al cel. Joan Oliver dona veu a Noè perquè dialogui amb Jahvè per fer-li veure que cal refer-ho tot i li demani que convoqui els que siguin nets de cor i valents per fer-ho. El darrer poema del recull, "Elegia", condensa la temàtica de tot el llibre on hi ha una permanent disjuntiva entre la mort i l'esperança.
La solitud de l'home entre els homes, de l'home abandonat pel(s) déu(s), el silenci, la mort, la vida anodina i sense sentit de la postguerra, té la seva contrapartida en el poder reconstructor de l'art, del somni i de l'amor, en l'esperança en el futur i en la voluntat de lluita i permanència.

## Estil
El llibre constitueix una interrogació i una recerca sobre l'home que, en la seva condició de nàufrag, es debat entre l'escepticisme i la voluntat de redreçament. L'home nàufrag és també el ciutadà nàufrag, l'individu que ha viscut els avatars històrics de la seva col·lectivitat i que s'erigeix en testimoni eloqüent de la desfeta, alhora que intenta extreure’n elements per a la reconstrucció.
| «                                | El naufragi l'escriu amb un vol d'ales fredes un ocell sense niu, | » |
| — Pere Quart, Terra de naufragis |                                                                   |   |

Pere Quart empra el passat per les seves possibilitats de formalització en el present. Reincorpora els mites bíblics com Noè o els seus preceptes, els manaments, així com les tradicions (les nadales) i els introdueix a l'avui de manera que, fins i tot, arriben a canviar de funcionalitat i de significat. Concep la poesia com un art d'intel·ligència i del pensament, empra una llengua literària precisa, sintètica i intel·ligible que aconsegueix una profunditat lírica de múltiples ressons. El poemari combina el to greu, elegíac i intimista, d'un lirisme essencial, amb una ironia que li permet expressar la rebel·lia davant el fracàs dels ideals, així com una visió crítica de la realitat. La reelaboració paròdica de referents de la tradició cultural, l'antisentimentalisme, l'estructura dialogística, que permet la construcció de la realitat des d'una multiplicitat de perspectives que propicien la reflexió, la dramatització dels fets, contemplats així des del distanciament objectiu, són alguns dels recursos irònics emprats.
L'obra connecta, d'una banda, amb les tradicions estètiques del Noucentisme i del postsimbolisme (tot i que ideològicament avançat respecte a aquestes) i, de l'altra, amb les ètiques d'arrel romàntica -sinceritat, expressivitat- i realista.

## Impacte
La publicació d'aquesta obra va suposar un punt d'inflexió en la carrera de Pere Quart, l'exposició de la seva actitud poètica i moral, trencant el silenci d'una solitud opressiva, va tenir força ressò en la joventut literària de l'època. A partir de 1957 l'autor comença a relacionar-se amb diversos joves intel·lectuals que comparteixen amb ell no només les feines editorials amb què es guanya la vida, sinó les inquietuds per la recuperació de la dignitat nacional i individual. Alguns d'aquests joves que portarien a un home abatut, a la vora de la seixantena, a viure una segona joventut amb la qual assoliria la seva plenitud literària i social com a autor foren Joaquim Molas, Antoni Comas, Joaquim Horta i Sergi Beser.

## Curiositats
El primer poema del llibre és un homenatge irònic a l'estil poètic de Jacint Verdaguer a qui l'autor dedica el poema.
A l'edició original, l'autor va dedicar l'obra a Joaquim Folguera, Joan Salvat-Papasseit, Bartomeu Roselló-Pòrcel i Màrius Torres, tots joves autors prometedors catalans que van morir abans dels trenta-cinc anys, alguns, fins i tot, abans de la trentena.